# Montividiu do Norte
Montividiu do Norte é um município brasileiro do estado de Goiás. Sua população estimada em 2024 era de 3.770 habitantes.